# Cureglia

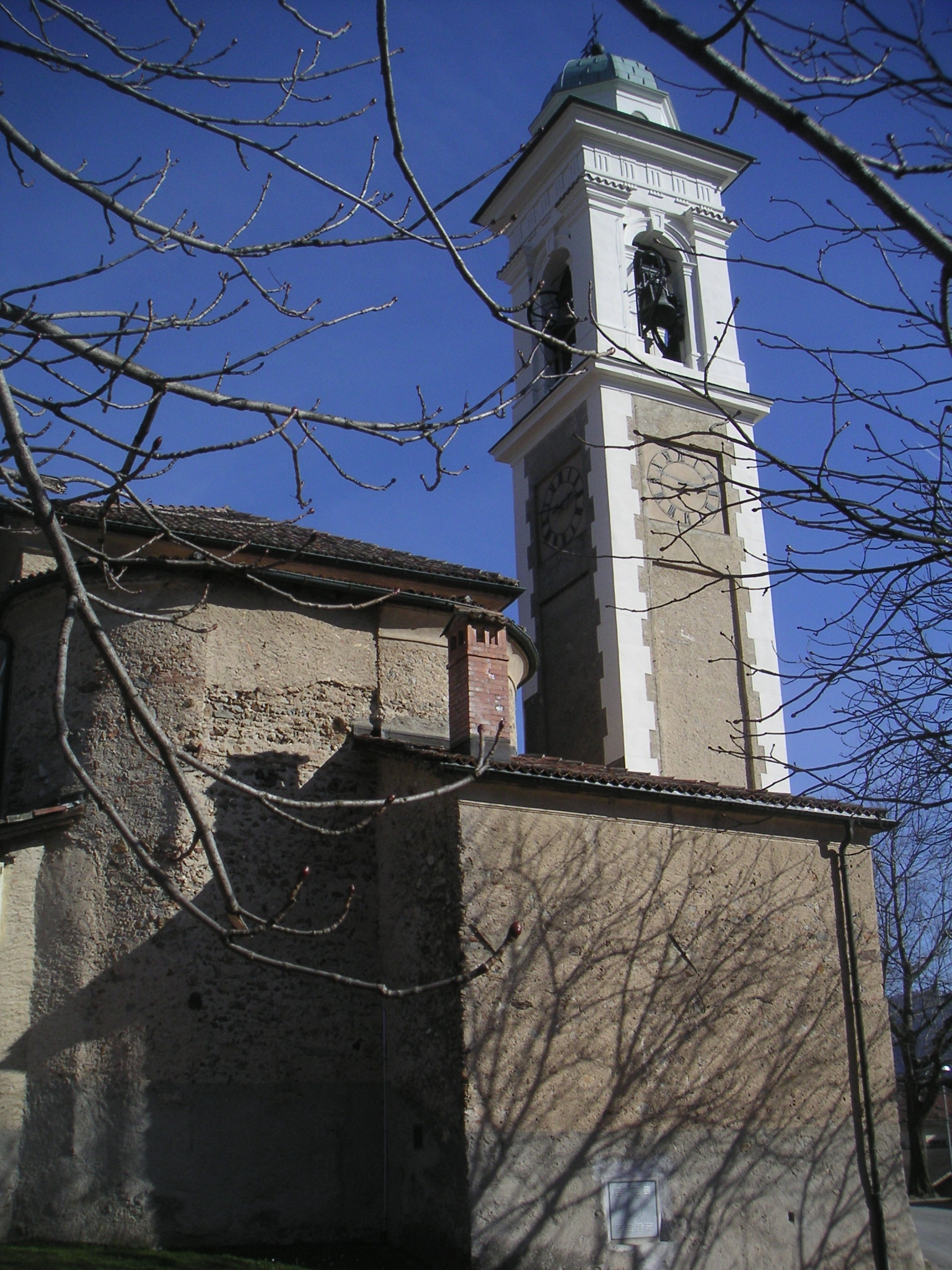
La chiesa parrocchiale di San Cristoforo

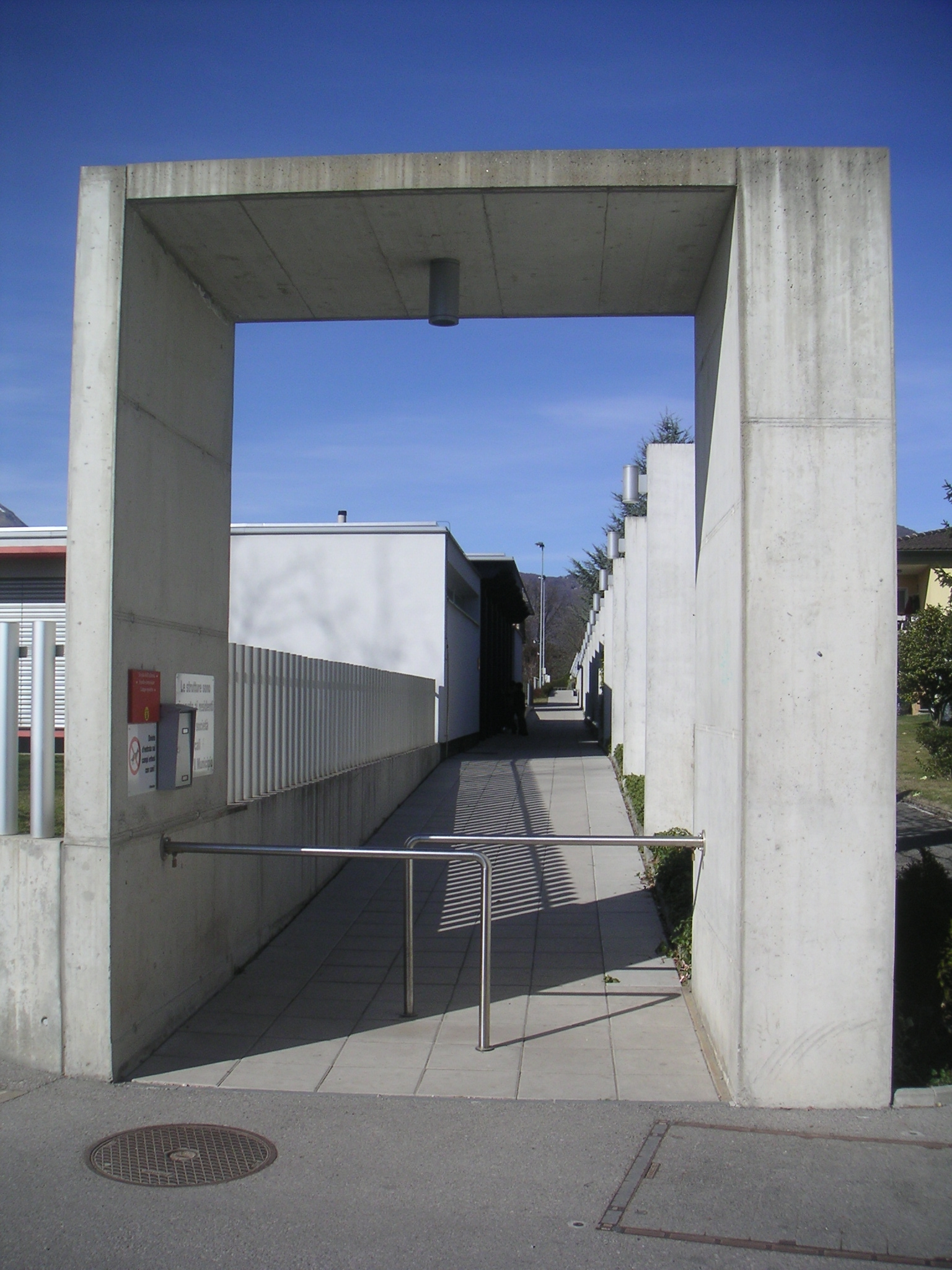
Entrata della scuola elementare

Cureglia (in dialetto ticinese Cüréja) è un comune svizzero di 1 359 abitanti del Canton Ticino, nel distretto di Lugano.

## Monumenti e luoghi d'interesse
- Chiesa parrocchiale di San Cristoforo, attestata dal 1420[1], ricostruita nel 1747 in stile barocco[senza fonte] e trasformata nel XIX secolo[1];
- Oratorio di Santa Maria del Buon Consiglio, del XVIII secolo[1].

•molto conosciuto è il tennis, celebre luogo di ritrovo, peraltro famosa la squadra maschile attivi interclub che ha raggiunto importanti risultati (Luca Cerghetti, Simone Gasparetto, Fabrizio Camusso,Filippo Kohler, Sean Schindler e Tristan Gasparetto)

## Società

### Evoluzione demografica
L'evoluzione demografica è riportata nella seguente tabella:
Abitanti censiti

## Amministrazione
Ogni famiglia originaria del luogo fa parte del cosiddetto comune patriziale e ha la responsabilità della manutenzione di ogni bene ricadente all'interno dei confini del comune.